# José Estella Barrado
José Estella Barrado (Manila, Filipines, 1864 – ?) fou un compositor filipí.
De pares espanyols, va dirigir l'orquestra de Manila, escriure la música d'algunes sarsueles espanyoles i compondre nombroses peces de ball. Els primers estudis els va fer en el Conservatori de Madrid, ampliant-los més tard en el de París (1889), on li fou premiat el seu vals Despertar de amor. Posà música a l'òpera tagal Veni, vidi, vici, i altres obres netament filipines, com Despertar de amor (vals), ¡Vámonos a Antipolo!, En las playas de Pasay, etc.